# نينو بارايبا
نينو بارايبا (بالبرتغالية: Nino Paraíba) هو لاعب كرة قدم برازيلي في مركز الدفاع، ولد في 10 يناير 1986 في Rio Tinto, Paraíba ‏ في البرازيل. لعب مع نادي أفاي لكرة القدم ونادي بونتي بريتا ونادي فيتوريا ونادي ناوتيكو.

## وصلات خارجية
- نينو بارايبا على موقع قاعدة بيانات كرة القدم.إي يو (الإنجليزية)
- نينو بارايبا على موقع Soccerway.com (الإنجليزية)